# Ferreira do Alentejo e Canhestros
Pour les articles homonymes, voir Ferreira.
Ferreira do Alentejo e Canhestros est une paroisse civile portugaise (en portugais : freguesia) de la municipalité de Ferreira do Alentejo dans le district de Beja. Elle est créée en 2013, par fusion des paroisses de Ferreira do Alentejo et Canhestros.

## Histoire
La paroisse est créée par la loi no 11-A/2013 du 28 janvier 2013 portant réorganisation administrative du territoire des freguesias, en fusionnant les paroisses de Ferreira do Alentejo et Canhestros. Son nom officiel est União das Freguesias de Ferreira do Alentejo e Canhestros et son siège est fixé à Ferreira do Alentejo.

## Démographie
Lors du recensement de 2021, Ferreira do Alentejo e Canhestros compte 4 739 habitants. Elle comprend ainsi la majorité de la population de la municipalité de Ferreira do Alentejo, qui réunit 7 684 habitants sur 4 paroisses.